# La Rovira (Montmany)
La Rovira fou una masia del terme municipal del Figueró, pertanyent a la comarca del Vallès Oriental, dins de l'àmbit de l'antic poble rural de Montmany. Estava situada en el sector sud-oest del terme, a tocar del límit amb Sant Quirze Safaja, molt a prop del límit amb Sant Quirze Safaja i sota de la cinglera dels Cingles de Bertí.